# Dieudonné Kitty
Pour les articles homonymes, voir Kitty.
Fernand Dieudonné Kitty, né en 1996 à Cotonou, est un gymnaste aérobic béninois.

## Carrière
Dieudonné Kitty est médaillé d'argent en duo mixte et médaillé de bronze par équipes aux Championnats d'Afrique de gymnastique aérobic 2018 à Brazzaville.
Aux Championnats d'Afrique de gymnastique aérobic 2020 à Charm el-Cheikh, il est médaillé d'argent par équipes et médaillé de bronze en duo mixte ainsi qu'en trio mixte.
Il est médaillé de bronze en duo mixte aux Championnats d'Afrique de gymnastique aérobic 2024 au Caire.